# Civil'sk
Civil'sk (in russo: Цивильск; in ciuvascio: Çĕрпӳ, Śĕrpü) è una città della Russia europea centrale capoluogo del distretto omonimo nella repubblica dei Ciuvasci. Fondata nel 1589, riceve lo status di città nel 1781 e nel 2010 contava una popolazione di circa 13.250 abitanti.